# Joseph Hippolyte de Santo Domingo
Joseph Hippolyte, conte di Santo Domingo (1785 – 1832), è stato uno storico e viaggiatore francese.

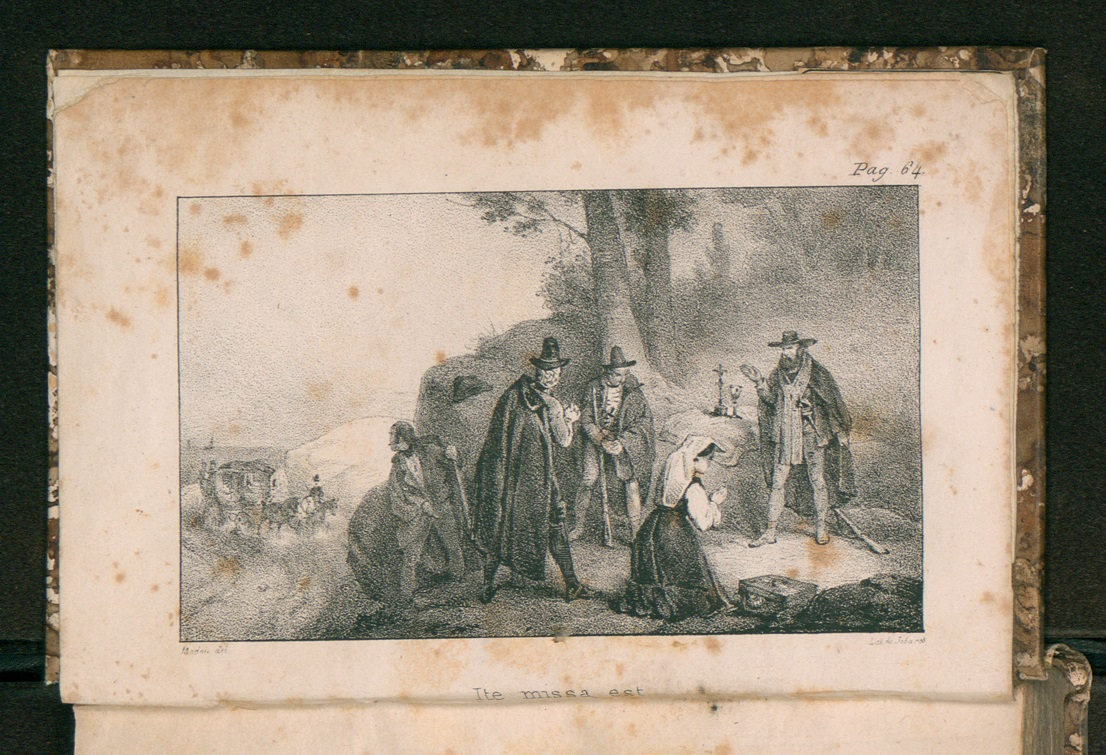
Tavola illustrata da Tablettes napolitaines, 1827

Fu autore di numerose opere di carattere storico-politico e di descrizioni di viaggio, fra le quali le Tablettes napolitaines (1827) e le Tablettes romaines (1824), dedicate rispettivamente a Napoli e Roma.